# Королёв, Александр Сергеевич
Александр Сергеевич Королев (28 сентября 1929 года, село Екимово Кожевниковского района Томской области — 10 сентября 2008 года, город Киев) — советский и украинский военный инженер и учёный, генерал-лейтенант инженерных войск, участник боевых действий в Афганистане, один из первых организаторов ликвидации последствий аварии на Чернобыльской АЭС.

## Биография
Родился 28 сентября 1929 года в селе Якимово Кожевнического района Томской области.
На военной службе в ВС Союза ССР с 1948 по 1988 год.
В 1951 году окончил Ленинградское ВИОЛКУ им. А. А. Жданова, присвоено воинское звание лейтенант. Проходил службу в должностях командира инженерных подразделений и НИС полка.
В 1962 году окончил Военно-инженерную академию имени В. В. Куйбышева. Военный инженер. Начальник штаба и командир исб, командир одмб, командир 1 гв.исп и 1 гв.исбр.
С 1975 по 1978 год — Начальник инженерных войск Туркестанского военного округа.
С 1979 по 1987 год — Начальник инженерных войск Киевского военного округа. Генерал-майор инженерных войск.
В 1986 году окончил Высшие академические курсы при Высшей военной академии ВС СССР имени К. Е. Ворошилова.
Генерал-лейтенант инженерных войск (1986 год).
Готовил к отправке в Афганистан 16 помп. Лично руководил наведением понтонного моста через реку Аму-Дарья, по которой вошли в Афганистан воинские части Ограниченного контингента советских войск. Участник боевых действий.
Один из первых организаторов ликвидации последствий аварии на Чернобыльской АЭС.
С 27 апреля 1986 года осуществлял непосредственное руководство Инженерными войсками Киевского военного округа, принимавшими участие в ликвидации последствий аварии на Чернобыльской АЭС. Получил высокую дозу облучения, что привело к инвалидности и последующему увольнению в запас.
В отставке работал Старшим преподавателем, профессором Национальной академии Министерства обороны Украины.
Жил и работал в городе Киев.
Умер после болезни 10 сентября 2008 года на 79-м году жизни. Похоронен в Киеве.

## Упоминания
О генерал-лейтенанте Королеве А. С. упоминается в документальной повести «Особая зона», написанной участником ликвидации последствий аварии на Чернобыльской АЭС М. П. Таракановым.